# Krty (Krty-Hradec)
Krty (v letech 1939–1945 Mullheid) jsou vesnice, dnes součást obce Krty-Hradec v okrese Strakonice. Tvoří jednu ze dvou základních sídelních jednotek této obce. Krtská náves s kaplí se nachází západně od Veského rybníka.

## Název
Název vesnice je odvozen ze jména Krt ve významu ves Krtovy rodiny. V historických pramenech se jméno objevuje ve tvarech: Kirti (1243), Chirti (1251), Kert (1318), „in Krt“ (1368), „in Kyrth“ (1380), Krty (1569, 1654) a Krt nebo Krta (1840).

## Historie
Poprvé jsou Krty zmiňovány v roce 1243, kdy je Bavor ze Strakonic daroval maltézským rytířům sídlícím na strakonickém hradě. Po polovině 16. století patřila ves mnichovskému rychtářství, v roce 1840 ji opět vlastnilo strakonické panství. Po zrušení patrimoniální správy v roce 1848 se Krty staly součástí Mnichova. Roku 1920 vytvořily společně se sousedním Hradcem obec Krty-Hradec, která byla 1. ledna 1974 připojena ke Katovicím. Dne 24. listopadu 1990 se obec opětovně osamostatnila. Zpočátku nesla název Krty, ten byl ale 1. července 1997 změněn na Krty-Hradec.

## Obyvatelstvo
| Rok            | 1869 | 1880 | 1890 | 1900 | 1910 | 1921 | 1930 | 1950 | 1961 | 1970 | 1980 | 1991 | 2001 | 2011 | 2021 |
| -------------- | ---- | ---- | ---- | ---- | ---- | ---- | ---- | ---- | ---- | ---- | ---- | ---- | ---- | ---- | ---- |
| Počet obyvatel | 181  | 190  | 193  | 183  | 157  | 159  | 144  | 121  | 255  | 100  | 99   | 80   | 66   | 60   | 71   |
| Počet domů     | 22   | 24   | 24   | 24   | 24   | 24   | 27   | 29   | 68   | 25   | 26   | 26   | 28   | 27   | 29   |